# DDO 44
DDO 44 (или UGCA 133) — карликовая сфероидальная галактика в группе галактик M81, считается галактикой-спутником NGC 2403.

## Строение
DDO 44 является довольно крупной среди карликовых галактик, наблюдается приливной хвост, простирающийся по крайней мере на 50 тысяч парсеков от центра. По оценкам металличность равна -1,54 ± 0,14. Вследствие близости и невысокой скорости относительно более крупной галактики NGC 2403 галактику DDO 44 считают спутником последней. Наблюдаются звёздные потоки, текущие к NGC 2403, что свидетельствует о приливном разрушении. Считается, что около 20% звёзд галактики обладают промежуточным возрастом (от 2 до 8 млрд лет), последнее звездообразование происходило не позднее 300 млн лет назад, судя по отсутствию молодых горячих голубых звёзд. Недостаточное количество молодых ярких звёзд приводит к тому, что DDO 44 обладает довольно низкой яркостью.
Галактика расположена примерно в 3 миллионах парсеков от Млечного Пути и в 79 угловых минутах к северо-северо-западу от NGC 2403 (примерно в 75 кпк). Оценки массы, основанные на измерении светимости, дают оценку массы галактики, равную 2×107–6×107 M☉. При такой массе DDO 44 является наиболее массивным среди известных спутников NGC 2403, другая галактика-спутник (MADCASH J074238+652501-dw) обладает массой всего ~105 M☉. Наблюдения HI дают верхний предел массы газа в DDO 44, равный 4×105 M☉.